# Niteroiense Futebol Clube
Il Niteroiense Futebol Clube è una società calcistica brasiliana con sede a Niterói, nello stato di Rio de Janeiro. È stato fondato l’11 maggio 1913 con il nome di Nictheroyense Football Club. Dopo lo scioglimento della squadra professionistica nel 1980, il club è stato rifondato nel 2024, grazie al trasferimento dell’affiliazione da parte dell’Clube Atlético Carioca.

## Storia
Il club fu tra i fondatori della Liga Sportiva Fluminense nel 1915 e vinse il Campeonato Fluminense nel 1918. Nel 1943 cambiò il nome in Niteroiense Futebol Clube, in seguito alla riforma ortografica che modificò anche il nome della città.
Dopo anni di inattività, il club è tornato al calcio professionistico nel 2024, vincendo il Campionato Carioca – Série C e la Taça Waldir Amaral, ottenendo così due promozioni consecutive fino alla Série B1 del 2025.
Nel 2025, ha partecipato per la prima volta alla Copa Rio, venendo eliminato al primo turno dal America.

## Stadio
Gli allenamenti si svolgono presso il Parque Poliesportivo da Concha Acústica, nel quartiere São Domingos di Niterói. Le partite casalinghe si disputano nel Centro de Formação de Atletas do Trops (CEFAT), con una capienza di circa 1000 posti.

## Divise
- Prima divisa: maglia blu con strisce bianche, pantaloncini e calzettoni blu.
- Seconda divisa: maglia e pantaloncini bianchi con dettagli blu, calzettoni bianchi.

## Palmarès
- Campeonato Fluminense: 1918
- Campeonato Niteroiense: 1937
- Campeonato Carioca – Série C: 2024
- Taça Waldir Amaral: 2024